# Erik Waller (medicinare)
Axel Erik Waller, född den 29 november 1875 i Önum, Skaraborgs län, död den 28 januari 1955 i Lidköping, var en svensk kirurg och boksamlare. Han var son till godsägaren L.P. Andersson och hans maka Ida.
Han blev medicine licentiat vid Karolinska institutet 1905, medicine hedersdoktor i Lund 1935 och filosofie hedersdoktor i Uppsala 1952. Han var verksam som lasarettsläkare i Lidköping från 1909 och blev överläkare vid den kirurgiska kliniken där 1930. Han pensionerades 1940 och kunde därefter odelat ägna sig åt sina bibliofila intressen.
Waller var en av Sveriges främsta boksamlare och bibliofiler. Med gott omdöme, och utan att sky någon utgift, samlade han ungefär 20 000 viktiga böcker om naturvetenskap och medicin, inklusive 150 inkunabler och andra tidiga utgivningar. Han donerade hela samlingen till Uppsala universitet och dess bibliotek, där den utgör en internationellt framstående medicin- och vetenskapshistorisk samling och biblioteket har tryckt en specialkatalog, Bibliotheca Walleriana (1955),  över dess innehåll. Wallers donation är den är den största och dyrbaraste som universitetsbiblioteket erhållit sedan Magnus Gabriel De la Gardie 1669 skänkte en oskattbar samling handskrifter.  Wallers samling av medicinhistoriska medaljer finns idag på Uppsala universitets myntkabinett.